# 2010年のエイヤフィヤトラヨークトルの噴火
エイヤフィヤトラヨークトルの2010年の噴火（エイヤフィヤトラヨークトルの2010ねんのふんか）では、アイスランドのエイヤフィヤトラヨークトルでの一連の主要な火山活動に関わる事象を解説する。
この噴火は、火山噴火としては比較的小規模であったが、2010年4月の6日間を最初の期間とし、以後、西ヨーロッパと北ヨーロッパの全域で航空運行に重大な混乱を引き起こした。その後、一局に集中された混乱が2010年5月まで継続した。噴火は2010年10月に終わったと公式に宣言された。そのとき氷河の雪は溶けなかった。

## 概要
まず2009年の年末に地震活動が始まり、2010年3月20日までに徐々に強さが増加した。始まった小さな噴火の火山爆発指数(VEI)の値は1と評価された。
2010年4月14日に始まった活動から噴火は第2段階に入り、2010年4月15日から20日にかけてヨーロッパのIFR空域の大部分を閉鎖に至らしめた灰雲(en)を生じさせた。その結果、ヨーロッパの地域内での航空便だけでなく、地域外からヨーロッパへの、またはヨーロッパから地域外への、多くの航空便がたいへんな規模でキャンセルされ、第二次世界大戦以後の航空運行の混乱としては最もひどい状況を引き起こした。
噴火の第2段階は2010年4月14日に始まり、放出されたテフラの量は2億5千万立方メートル（3億3千万立方ヤード）（1⁄4 km3）となった。噴煙柱はおよそ9キロメートル (30,000 ft)の高さに至り、VEIは4と評価された。
2010年5月21日までには、噴火の第2段階は、新たな溶岩または灰が発生されない程度に収まった。
2010年5月24日の朝までには、ソゥルオゥルフスフェットル(Þórólfsfell)の上に設置されたウェブカメラがとらえた映像は、硫黄を含むガスの排出によって生じた青っぽい靄に取り巻かれた水蒸気の柱だけを示した。
地表に広がる大量の乾いた火山灰を地表風がしばしば舞い上げることで、「灰霧」が起きて可視性が悪くなり、火山のウェブカメラによる観測を不可能にした。
2010年6月6日の夕方までには、小さな新しい噴火口が、少量の灰の放出を伴う爆発的活動が観測された主要な噴火口の西部に開放された。地震計のデータは、地震動の頻度と強さがまだ噴火前に観測されたレベルを上回っていることを示した。これを受けて、アイスランド気象庁（IMO）とアイスランド大学地球科学研究所（Institute of Earth Sciences, University of Iceland。IES）の科学者達は火山の観測を継続した。
2010年10月、アイスランド大学地球科学研究所の科学者、Ármann Höskuldssonは、地域がまだ地熱によって活動的で、再び噴火するかも知れないが、噴火が表向きは終わっていると述べた。

## 噴火の背景
エイヤフィヤトラヨークトル（アイスランド語: Eyjafjallajokull。発音: [ˈɛɪjaˌfjatlaˌjœkʏtl̥]、 listen）は、アイスランドにある比較的小さな氷河の1つである。氷河はスコゥガル村の北、そしてより大きな氷河ミルダルスヨークトルの西にある。
氷河の氷冠は、高さ1,666メートル（5,466フィート）の火山を覆っている。その火山は、最後の氷河期以来、比較的頻繁に噴火している。
ごく最近に起こった大規模な噴火は、920年、1612年（このときはわずか3日間続いたと考えられている）、そして1821年から1823年（断続的に1年以上の間）にかけて起きていた。なおエイヤフィヤトラヨークトルの噴火の後には、隣にあるより大きなカトラ火山で噴火が続いて起こっている。

## 噴火の経緯
※地名へのリンクには、一部英語版Wikipediaの記事へのリンクも含む。

### 観測の開始
2009年のクリスマスの近日中に、火山性地震がエイヤフィヤトラヨークトルの火山地帯で続発し、火山の地下7 kmから10 kmの地点を震源とした小規模な地震（ほとんどがマグニチュード1か2）は数千回にも及んだ。
2010年2月26日、エイヤフィヨットル地方のソルヴァルスエイリ (Þorvaldseyri) 農場にあるアイスランド気象研究所（位置としては、今回の噴火口の南東15 kmほどの地点）のGPSが、付近の地殻が3 cm南方に移動したことを指し示し、そのうちの1 cm分は4日以内で移動したことがわかった。この異常な地震活動とそれに伴う地殻変動は、エイヤフィヤトラヨークトルにある火山のマグマ溜まりにマグマが溜まりつつあり、その圧力によりソルヴァルスエイリ (Þorvaldseyri) 農場付近で大規模な地殻変動が起こりつつあるという地球物理学者たちの仮説を裏付けるには充分な証拠となった。
地震活動はますます活発になり、同年3月3日から3月5日にかけては、火山を震源とする地震が3,000回も観測された。噴火の前兆と捉えるにはあまりにも微弱なもの（マグニチュード2）がほとんどだったが、付近の町では体に感じるような地震も増えてきていた。
なお、実際に火山が噴火した後の2010年4月23日、日本の陸域観測技術衛星だいちの撮影した画像を東京大学地震研究所が分析した結果、2009年8月末頃から山体が膨張する地殻変動が始まっていたのが判明している。おそらくは地下にマグマがたまっていったことにより、2009年8月から2010年4月までの間に火口周辺が約20cm、北東10kmの付近が約70cm隆起していたという。

### 第1段階：溶岩を噴出する噴火

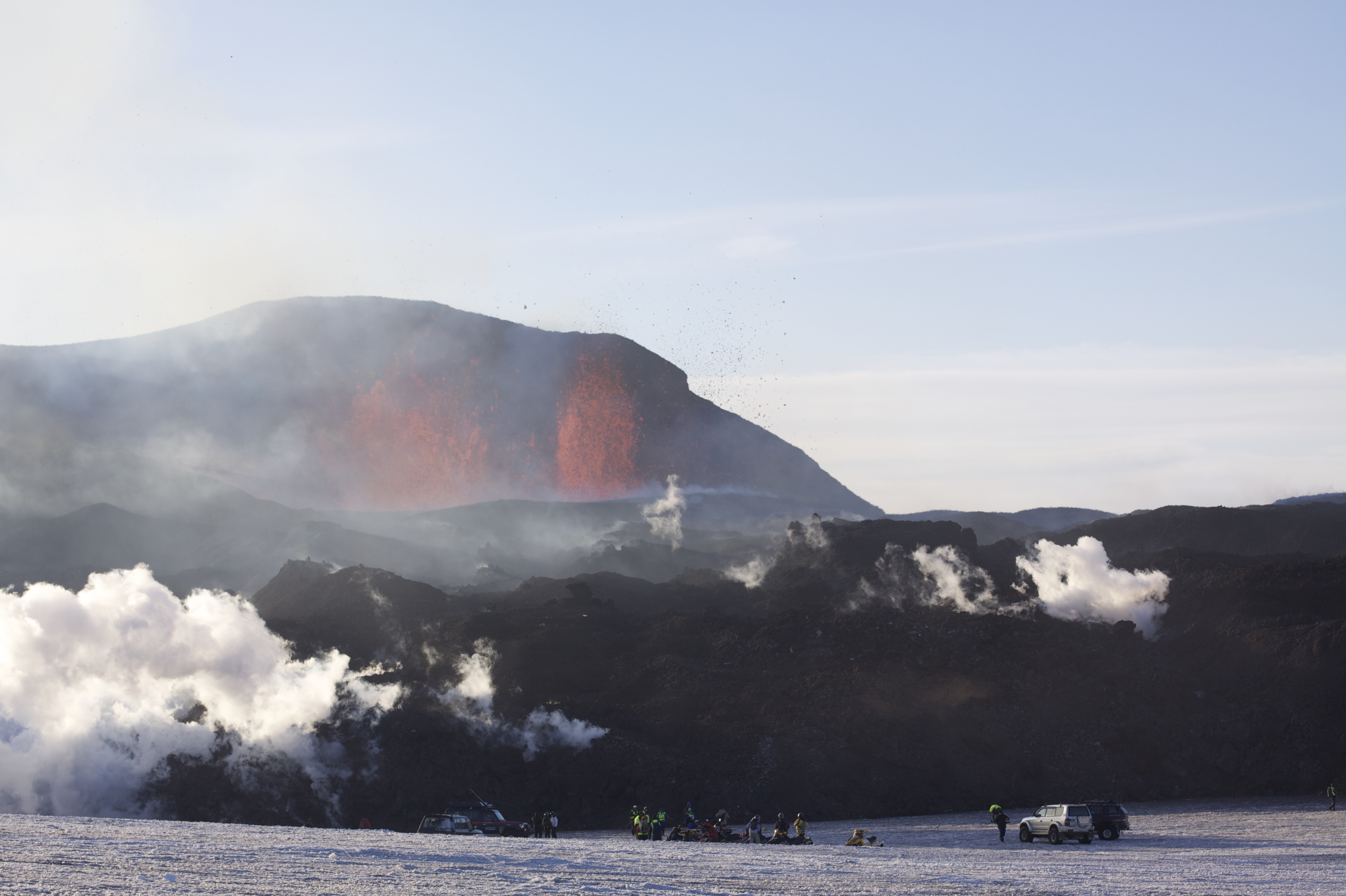
フィムヴェルズハゥルスで最初に発生した亀裂を観察している人々。

現地時間2010年3月20日午後10時30分から午後11時30分（UTC）にかけて、氷河の数 km東にあるフィムヴェルズハゥルス峠の北側の斜面で遂に噴火が起こり始めた。エイヤフィヨットル、フリョゥスフリーズ、ランドエイヤル(is)の地域に住まいを構える500人ほどの農家とその家族は一晩の間避難を余儀なくされ、レイキャヴィーク空港及びケプラヴィーク国際空港を離着陸する航空機は欠航が相次いだ。しかし、翌3月21日の夜には国内線・国際線ともに復旧している。
避難していた危険地域の住民達は、3月22日夜の市民保護部 (Civil Protection Department)の会議後に帰宅を許されたが、それはあくまで一時的なものに過ぎなかった。警察によりソゥルスメルクやフリョゥスダールル の渓谷地帯の道は封鎖され、通行を許可されたジープ便だけがスコゥガル村からフィムヴェルズハゥルス峠にかけての区間を通行することを許可された。3月29日には一時的に通行止めは解除されたものの、「2つ目の亀裂」が発見されると、「氷河や雪原の近くで噴火が起こり、ラハールが発生する危険性が高まった。」として、再び道路は封鎖された。しかし、この封鎖も翌4月1日正午過ぎには解除された。
噴火が起こった斜面には、巨大な亀裂が北東から南西にかけて長さ500 mに渡って広がっており、そこにあると考えられる10箇所から12箇所ほどの噴火口からは摂氏1,000度（華氏約1,830度）の溶岩が高さ150 mまで吹き上がった。溶岩はアルカリ性で粘度は高く、溶岩流の移動速度は遅かった。そのため、これは典型的なeffusive eruptionに分類される。溶岩は亀裂の4,000 m以上北東まで到達し、フルーナギル(Hrunagil)渓谷では、200 m(620 ft)以上の『溶岩の滝』が形成され、ソゥルスメルクへとゆっくりとした速度で流れ込んだ。また、溶岩流は3月28日か3月29日までにはクロスアゥ (Krossá) 氾濫原に達し、景色を激変させてしまうだろうと予想されていたが、今のところこの場所に溶岩流が到達したという報告はない（2010年4月5日現在）。2010年3月25日、科学者たちはこの地で偽火口 (pseudocrater) が噴火の時の水蒸気爆発により形成されるのを、有史以来初めて目撃することとなった。ソルヴァルスエイリ (Þorvaldseyri) での地殻変動は噴火が始まってからも2日間に渡って続いたが、徐々に終息する傾向にある。それに伴って今度は火山活動が活発になり、それはマグマ溜まりのマグマが減少していく傾向にあるということを示しており、噴火活動は小康状態に入るだろうとの見方が強くなった。現地時間3月31日午後7時（UTC）に、最初の噴火の亀裂の200 m北西に新たな亀裂（「2つ目の亀裂」）が発見された。多くの人々がこの亀裂の出現する瞬間を目撃している。目撃者の証言によると、「その亀裂は300 mほどの小さなものである。」とのことで、この亀裂から流れ出た溶岩は、既にフルーナギル渓谷に達している。地理学者によると、この2つの亀裂は地下で同じマグマ溜まりを共有しているようである。なお、この新しい亀裂が出現した際に、付近の地震計やGPSが異常な地震活動や地殻変動を捉えたという報告は一切なかった。

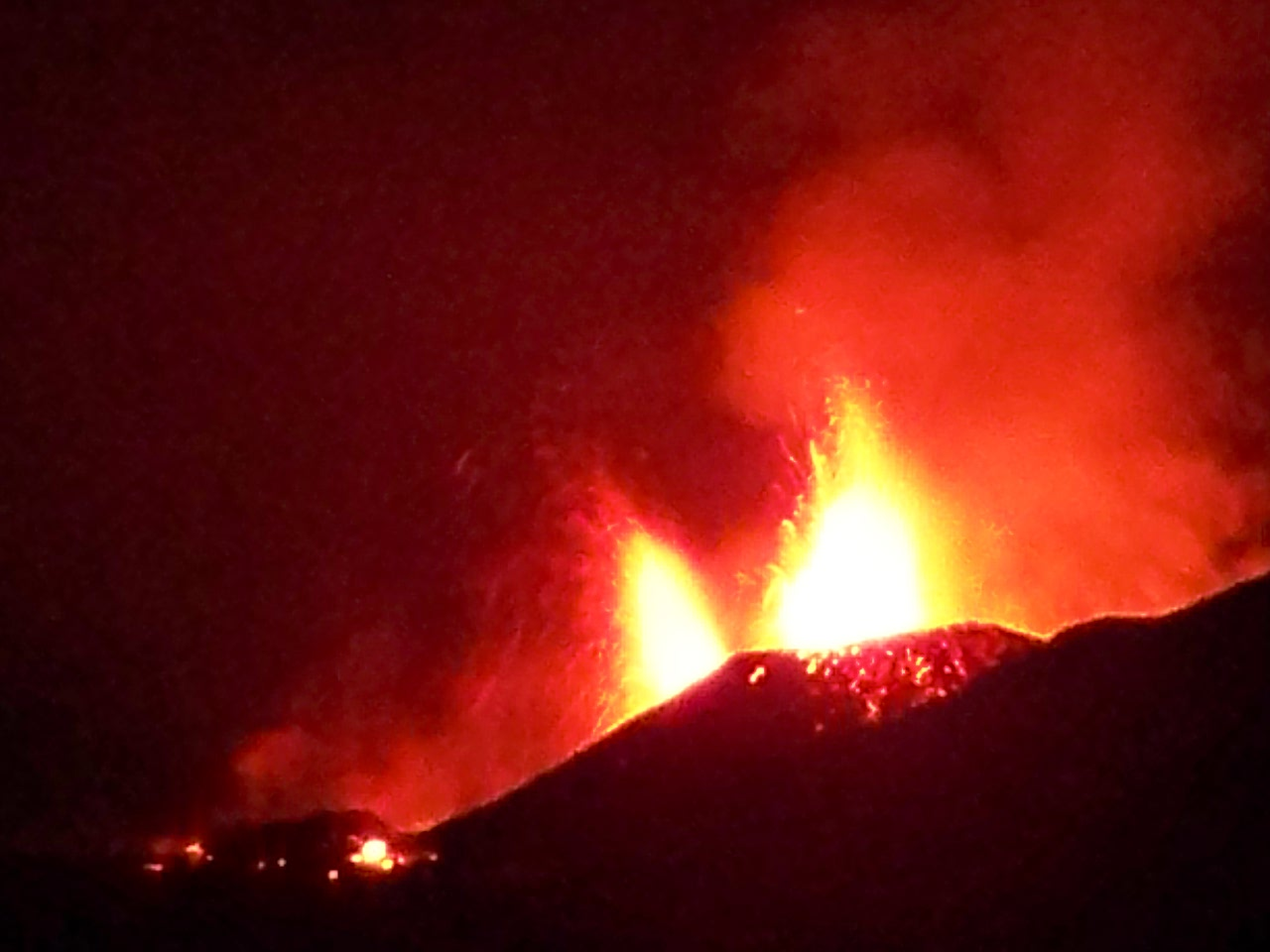
2010年3月25日の噴火の様子。

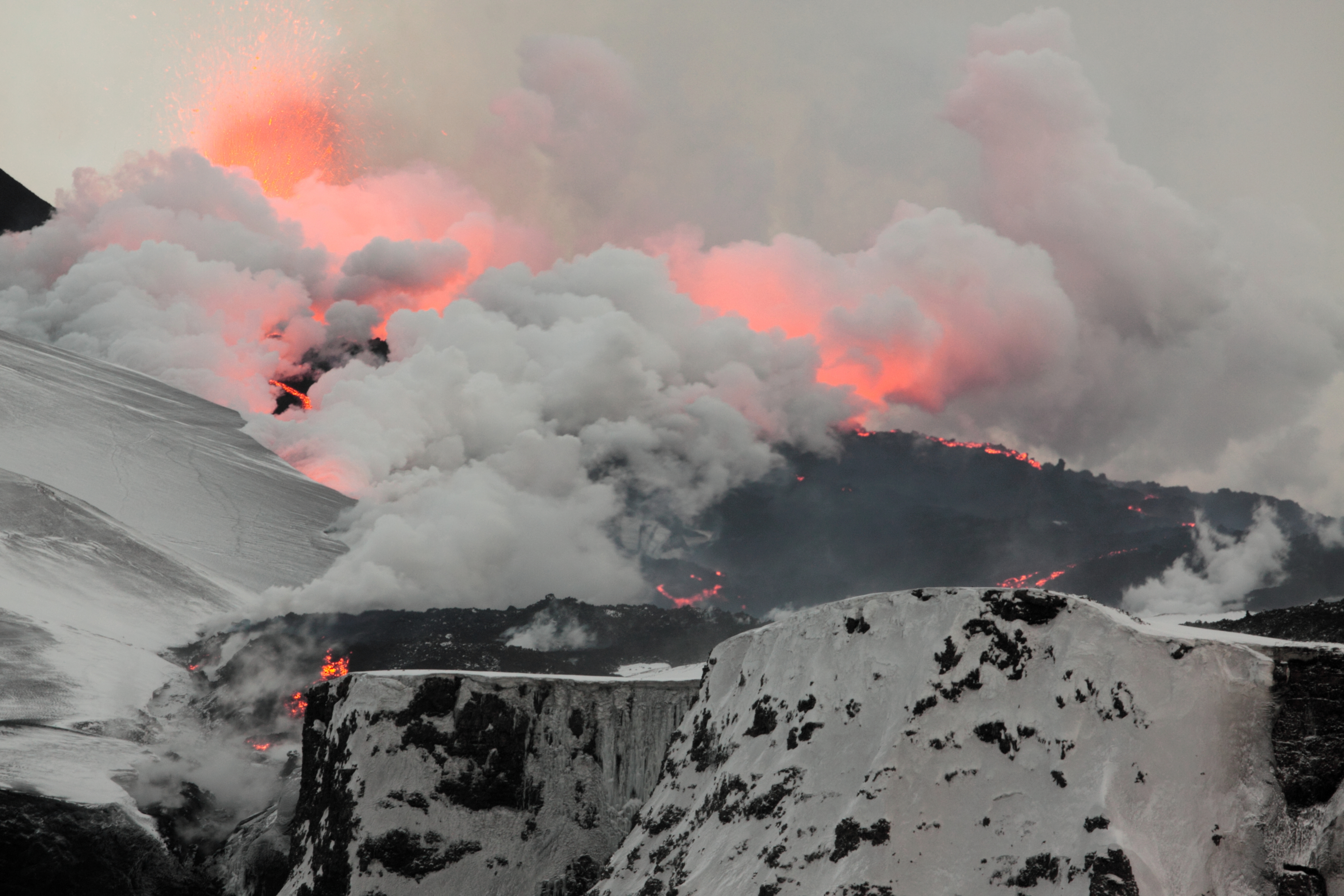
2010年4月2日、北側から見る第2の亀裂。

地理学者のマグヌース・トゥミ・エイナルスソン (Magnús Tumi Einarsson) はクヴォトルスヴォトルール村での2010年3月21日の報道会議の場で、「この噴火はヘクラ山での2000年の噴火のように、比較的小規模なものになるだろう。」と語った。噴火は、氷河の地下というよりも、エイヤフィヤトラヨークトル氷河とミールダルスヨークトル氷河の間にある峠で発生した。この場所は氷河からも離れているため、洪水の危険性は低いと考えられたが、噴火口の亀裂が氷河にまで延び、洪水の危険性が一気に高まる可能性も捨てきれなかった。アイスランド気象研究所のレーダー基地では、噴火開始から24時間以内は火山灰が観測されることはなかった。しかし、2010年3月22日夜に、フリョゥスフリーズ (Fljótshlíð) 地域（噴火地点より20 kmから25 km北西）で火山灰の降下が確認され、Hvolsvöllur町（噴火地点より40 km北西）でも、火山灰により車両がうっすらと灰色に染まる光景が見られた。3月22日午前7時頃、上空4 kmにも達する大きな噴煙が空に上がり、これは噴火が始まって以来最高のものとなった。現地時間2010年3月23日8時30分（UTC）、近くにあった雪の吹き溜まりまで高温のマグマが接近したことで小規模な水蒸気爆発が発生し、上空7 kmに達する水蒸気の柱が上がった。アイスランド気象研究所のレーダーがこの水蒸気爆発を観測し、それ以来、数多くの水蒸気爆発の発生が確認されている。
現地時間2010年3月22日午前10時頃（UTC）、クロスアゥ (Krossá) 川（この川の水はエイヤフィヤトラヨークトルやとミールダルスヨークトルに流れ込む）のソゥルスメルク地区（噴火地点から数 km北西の位置）に設置された流量測定装置が、この川の急激な水位と水温の上昇を記録。最終的に水温は2時間余りで摂氏6度（華氏43度）も上昇し、これは観測史上最高値となった。その後間もなく水位と水温はほぼ元の値へと戻っている。フルーンアゥルギル(Hrunárgil)渓谷を流れるフルーンアゥ(Hruná)川に溶岩流が入り込み、水温が摂氏50度（華氏122度）から摂氏60度（華氏140度）の間まで上昇していることが地質学者の計測により判明した。これによりこの渓谷に流れ込んだ溶岩はこの川の水によって冷却されていることが証明された。
噴火口の近くで採取された火山灰のサンプルに含まれていた二酸化ケイ素の含有率は58%で、溶岩流のものより高濃度であった。また火山灰中の水溶性フッ化物の濃度はヘクラ山のものの3分の1くらいで、これは平均で灰1 kgあたりに104 mgのフッ化物が含まれていることになる。近くの農家には、「家畜に池や川の水を飲ませないように。」と注意が呼びかけられた。家畜の腎臓や肝臓に悪影響を及ぼし、死亡させてしまう危険があるためである（特に羊は危険性が高い）。しかし、この地域の伝統的な農業はアイスランドにとって欠かすことのできないものであった。
噴火の知らせを受け、さっそく「火山観光ツアー」を企画した旅行社も現れた。

### 第2段階：爆発的噴火

#### 2010年4月

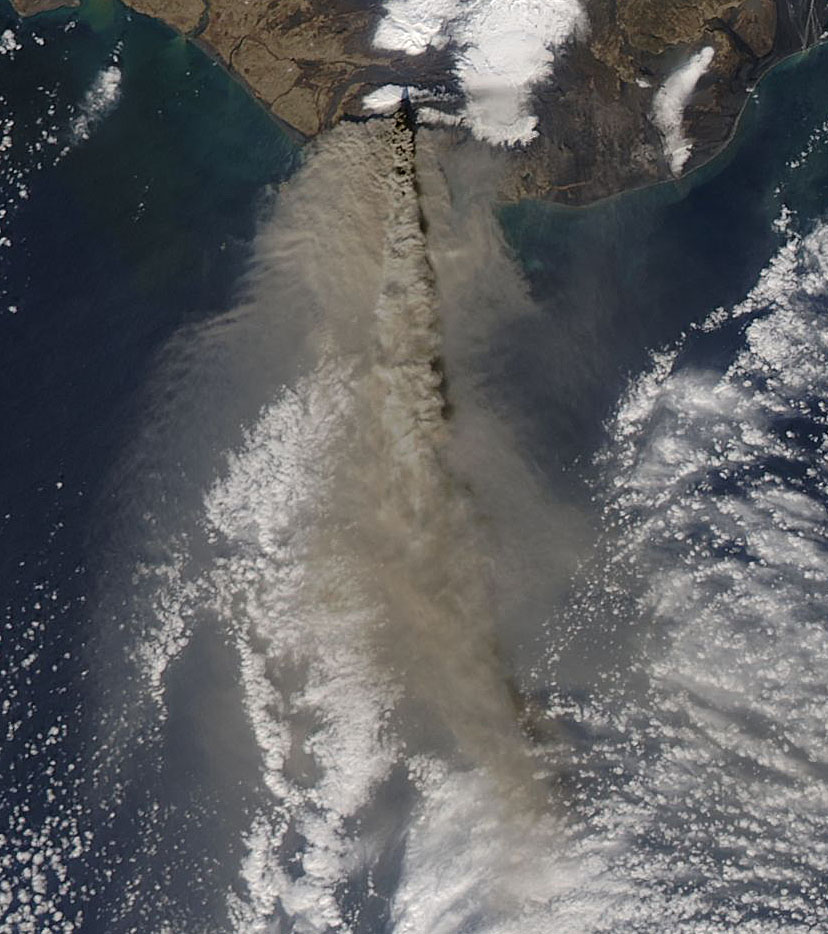
NASAの人工衛星Aquaが搭載したMODIS計器は、2010年4月17日の13:20(UTC)に、北大西洋上空にエイヤフィヤトラヨークトル火山からの噴煙柱をとらえた。（トリミングしていない画像）

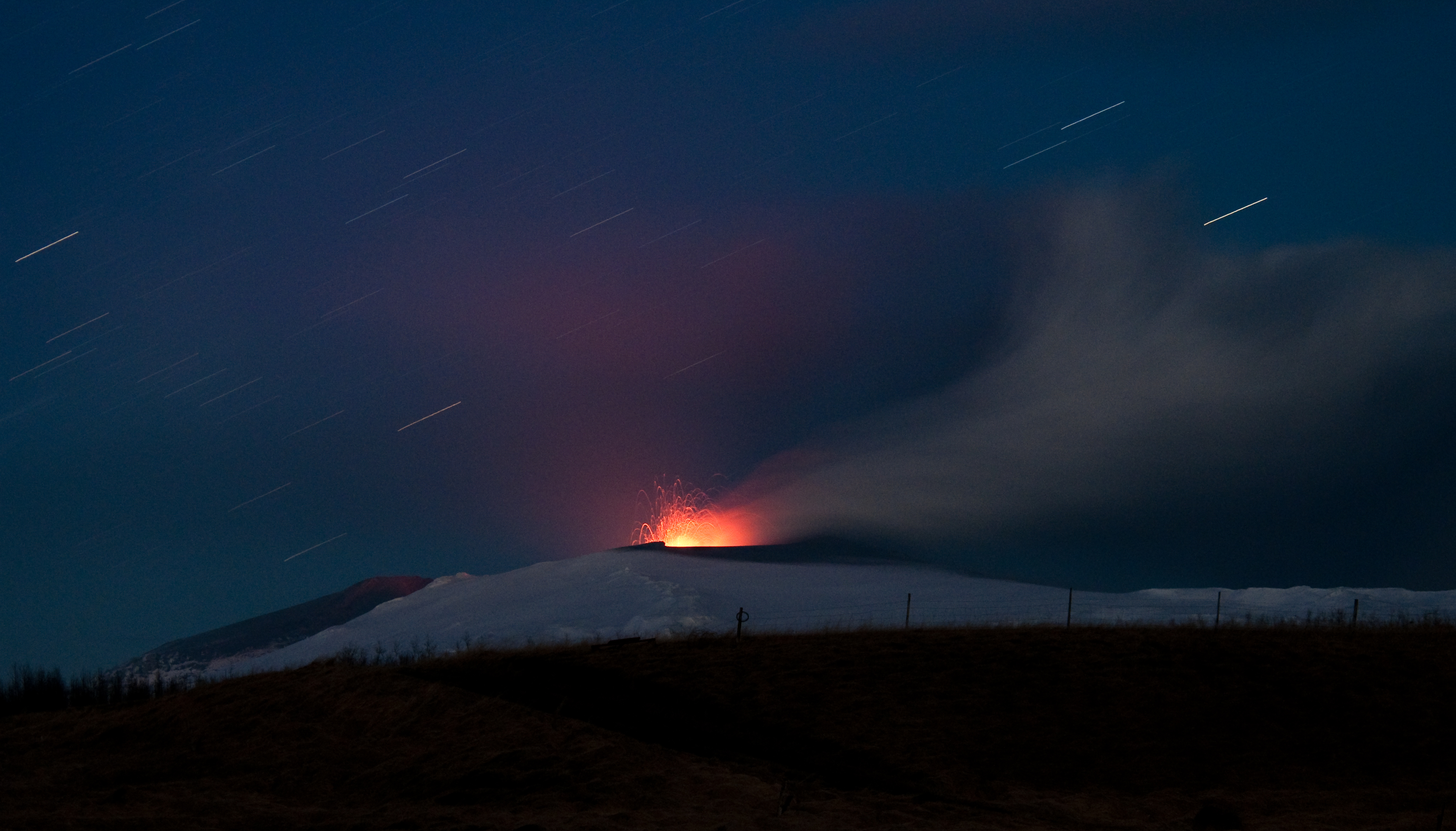
エイヤフィヤトラヨークトルの2度目の噴火。2010年4月20日にフリョゥスフリーズから見たところ。

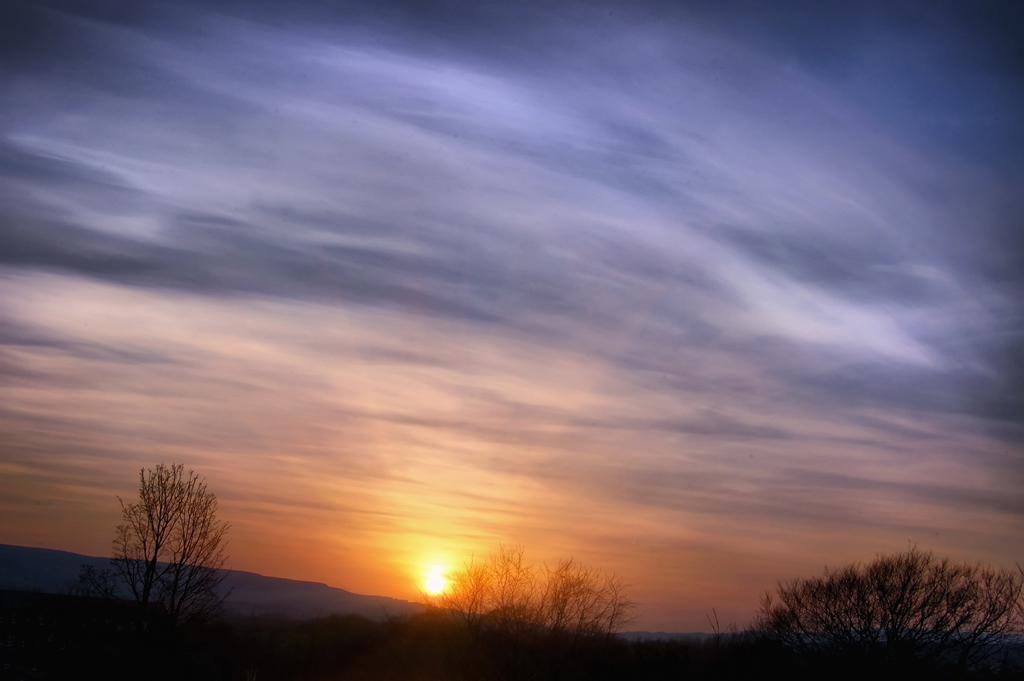
大気中に浮遊する塵は沈む太陽からの光を散乱させる。そして、航空機の飛べない期間、イングランドのリーズ・ブラッドフォード国際空港の飛行経路上にはこのような火山のラベンダー色 (volcanic lavenders) が出現した。

2010年4月14日、エイヤフィヤトラヨークトルは短期間の活動休止の後、今度は氷河の中央で噴火した。融雪氷水(en)による洪水が起き、火山の両側を2つに分かれて流れ、近くの川の下流に進入し、再び800人の住民に避難を強いることとなった。2度目のヨークルフロイプまたはラハールが、その夜にマルカルフリョゥト谷を流れ下った。マルカルフリョゥト川に沿った道路は数カ所で削り取られた。
噴火口を覆う厚さ200mの氷河が急速に溶け出しており、火山からは火山灰と混ざり合った氷河の水が真っ黒な川となって流れ、洪水が発生する恐れがあるとして周辺約800人に避難勧告が出されたが、住民への避難勧告は僅かでニュースを見なければ噴火している事すら知らなかったと語ったほど現地住民のパニックはなかったという。
先の噴火とは異なり、第2の噴火は氷河の氷の下で発生した。溶かされた氷からの冷水は溶岩を素早く冷却し、火山ガラスへと粉砕して、噴煙柱に運び上げられる細かい火山ガラスの小片を生じさせた。VEIは4と推定され、3月20日のフィムヴォルズハウルスでの噴火より10-20倍も大規模なもので、超高層大気に火山ガラスを大量に含む噴煙柱を生じさせた。そしてそれは航空機にはきわめて危険なものであった。
2010年4月16日には、脈動する噴煙柱が8キロメートル (5 mi)を超える高度に達した。また稲妻が柱の内部でしばしば見られた。
2010年4月17日、噴火は続いていたが、爆発的ではなくなり、噴煙柱は以前のような13キロメートル (8 mi)より下がって5キロメートル (3 mi)の高さを維持した。これはヨーロッパ全域まで運ばれるのに十分な高さではなかった。4月18日06:00時点の予報は、北欧上空を覆い続ける噴煙柱を示した。
2010年4月18日、アイスランド気象庁（IMO）は、ケプラヴィーク近くのレーダー測定器が、8時（現地時間）からエイヤフィヤトラヨークトルからの噴煙をほとんど検出しなかったことに注目した。それは、噴煙の高さが10,000フィート (3,048 m)以下であったことを意味する。強い地震活動が続いていたが、火山灰または洪水の記録は報告されなかった。
2010年4月19日に（同じくIMOによると）に灰雲は5キロメートル (3 mi)の高さに達し、噴火地域の南から、5-6キロメートルに及んだ。IMOは、火山灰生成の段階から岩流の段階へ移ってきたことを明らかにした。マグマの空中への飛散は1.5 - 3キロメートル (0.93 - 1.86 mi)にかけて検出した。
2010年4月20日に、アルジャジーラEnglish service通信員(en)のDavid Chaterは、アイスランド南部のクヴォルスヴォールルから、火山が、直前の24時間のうちに沈静化したように見えた後に、再び溶岩と重い火山灰を噴出し始めたことを伝えた。彼は、火山活動が4月19日の遅い時間に再び活発化し始めたと伝えた。彼も、よりはるかに大量の火山灰の雲に注目したが、その噴煙は19日の間ずっと増加しており、大西洋に流されていった。
2010年4月21日、噴煙柱は、火山の上空の2キロメートル (1 mi)にまで高くなり、火山の南5キロメートル (3 mi)にまで達した。IMOは地震活動が減少していることを報告した。他の報告書では、火山灰の噴出が減少し、溶岩流が増加していることが示された。
2010年4月23日、噴煙柱(en)は3 - 4.8キロメートル (1.9 - 3.0 mi)の高さとなり、南西方向に吹き流されて6キロメートル (4 mi)に及んだ。水蒸気の柱が、アイスランドの首都レイキャビクから初めて目視で見られるようになった。火山灰の降下はレイキャビクでは予測されなかったが、都市部の空港での国際便飛行中止の事態を招いた。
2010年4月24日に、第2の噴火が始まって以来11日が経ち、噴煙柱は穏やかな爆発的活動によって13,000フィート (4,000 m)に達した。火山は噴火活動の終わる徴候を示していない。2010年4月21日に始まったと確実視されている溶岩の流出により、噴火口の厚い氷河の北部の氷が溶かされている。Gígjökullから融雪氷水が半継続的に流れ出ており、この100-120立方メートル/秒の水流には明らかに溶岩が関連している。つまり溶岩が氷と接触し水蒸気誘発を引き起こしている。溶岩とマグマの流出量は20-40トン/秒に見積もられた。軽いテフラ（火山灰）が火山の近くに降下した報告はない。火山の震動活動(en)はこの2-3日の間は同じ状態で続いている。世界気象機関（WMO）は、火山がいつでも爆発的噴火を起こす状態にたやすく戻るだろうと警告した。

#### 5月上旬 - 中旬
氷河からの融雪氷水の流出量は2010年4月30日から増加した。また5月2日までの数日間に、火山は爆発段階から溶岩生成段階へ変化し、噴煙柱はより暗く、濃くなって広がった。また火山周辺でのテフラ降下物も増加した。溶岩は噴火地域の3km以上北から氷河の周縁部を越えてさらに流れる可能性があった。爆発的活動も増し、噴火地域の南東40kmにまで爆発音を轟かせた。噴煙柱は高度4–5.4 km (13,000–18,000 ft)に至り噴火地域から200km離れたところからも見えた。
2010年5月3日、再噴火に至った。風は東南方向へ吹いて灰雲を押し戻し、イギリスに新たな交通混乱の恐れを生じさせた。翌日にはアイルランドでの航空運行にも影響が出てきた
。

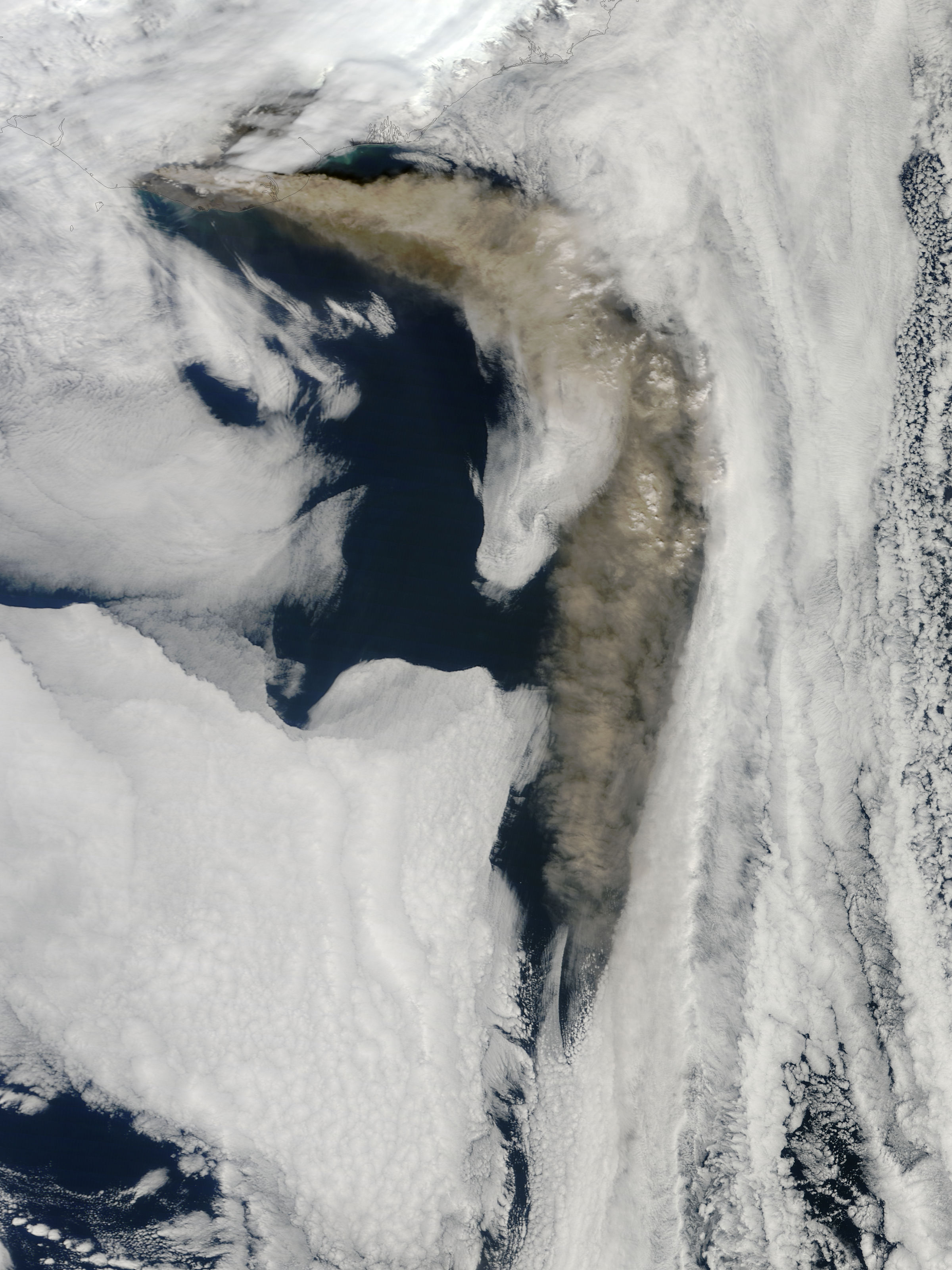
2010年5月6日、火山から火山灰が噴出する様子。

2010年5月5日には噴煙は6,000mに達し、ジェット気流に乗ってスペイン方面に向かった。
2010年5月6日、IMOは、火山が溶岩を噴出する状態からより多くの火山灰を噴出する状態に戻り、活動が新しい段階に入ったと発表した。噴煙柱はIMOの気象レーダー観測によると海面からの(en)高さ5.5–6.5 km (18,000–21,000 ft)となり、9 km (30,000 ft) を超える高度に達した。2010年5月3日から増加していた地震活動は、「新しい」マグマがマグマの通り道に押し入っていることを示した。
5月7日から8日にかけての火山活動は5月6日に比べると爆発が減少したものの、まだ強い爆発段階にあった。南アイスランドでは、広範囲にわたって火山灰が降ったため学校が閉鎖された。アイスランド環境庁は去る2010年5月6日にアイスランドでこれまで最も多く火山灰降下が測量されたとして大気汚染の警告を出し、健康保護限界を超えたとした。結果的に、降灰にさらされる地域に住んでいる人々は、彼らの家に留まるよう指示された。
5月9日、火山灰の雲はアイスランドから1,200マイル（2,000キロメートル）に広がって北スペインにまで及び、大西洋を渡る航空便の発着を延期させた。ヨーロッパにおける航空交通は、アイルランド、スペイン、フランスとポルトガルを含む数カ国で、2010年5月8日から9日の週末まで混乱した。

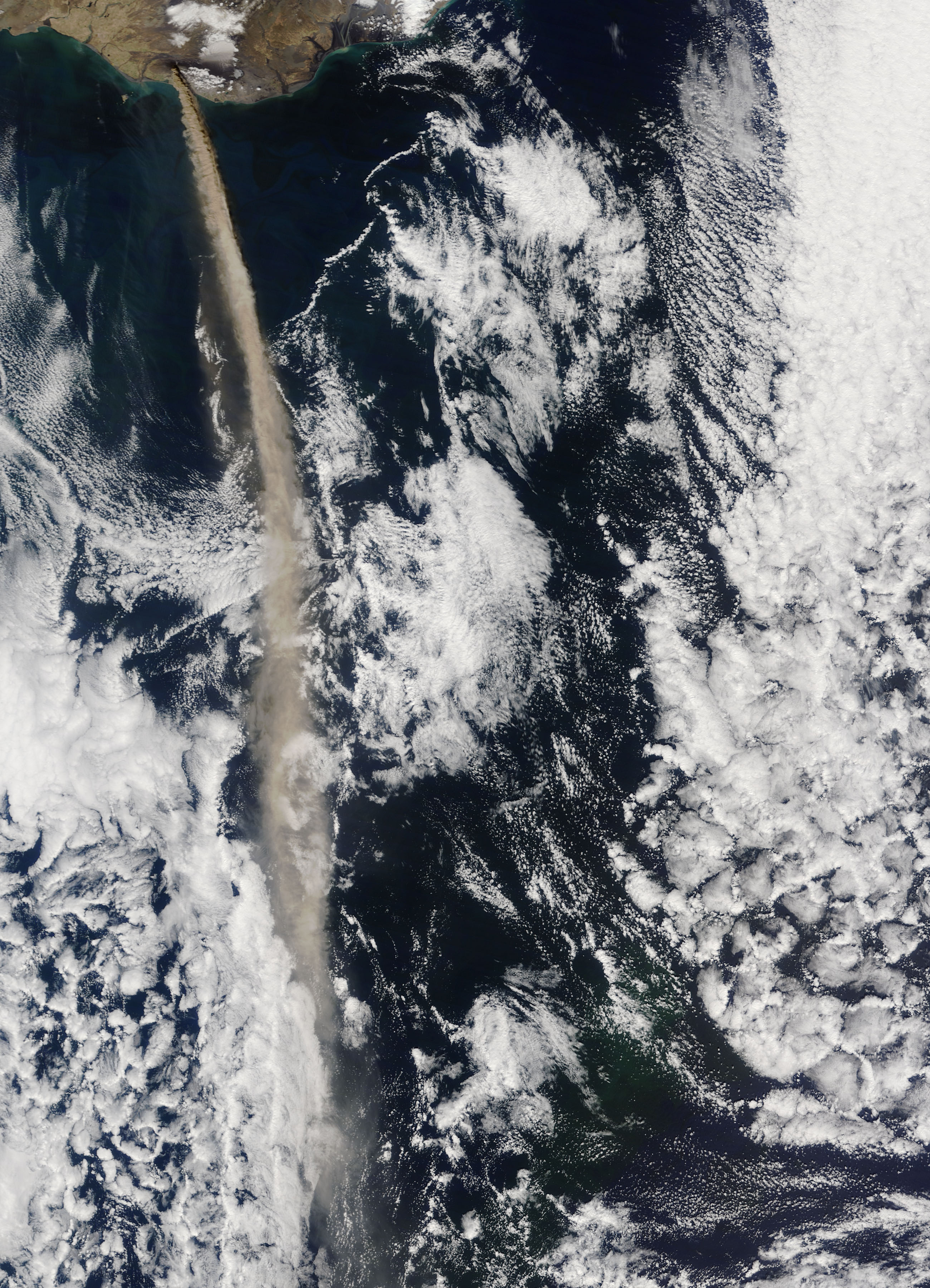
人工衛星Terraより撮影された、2010年5月11日のエイヤフィヤトラヨークトルからの噴煙柱。

5月13日の16:00（UTC）ごろに4回の地震がエイヤフィヤトラヨークトルの地下で測定されたが、それらはいずれも浅い深度で発生していた。
5月14日までは噴火の勢いや火山灰の高さにはさしたる変化は見られなかった。
5月17日は、前日から灰雲が南東方向へ流れ続けていることにより、CAAがイギリス国内の複数の空港を01:00から07:00（BST）まで飛行禁止空域に設定せざるを得なくなった。その後、07:00から13:00（BST）まで、イギリスの一部の空港がなおも飛行禁止空域に設定されていた。アイスランド国内においては灰のかなりの量が近隣の集落に降り、これがしばらく続くこととなった。
5月18日、火山灰は、Gnúpverjahreppur地域、Hrauneyjarとアイスランドの北東から東の地域（南のThingeyjarsýslaからLaugarのSeydisfjordurにかけて）に降った。より高濃度のエアロゾルが、地域の上空に漂っている火山灰によって、正午ごろにレイキャビクで記録された。
5月19日、灰雲の高さは5–6 km (16,000–20,000 ft)となり、南風によって南西方向に54–64 km/h (34–40 mph)伸びた。レーダー観測によると灰雲は北東寄りの北へ曲がった。火山灰は南部のFlúðir、FljótshlíðとRangárþing ytriに降り、北のHúsavíkとSkagafjörðurでは雨と一緒に降った。雨量がより増したことからエイヤフィヤトラヨークトルからの川は増水した。そして、2-3平方kmの地域からの灰を巻き込み、Svaðbæli川で泥流となった。そしてマルカルフリョゥト川にかかる古い橋付近において、4月15日以来の最も激しい流出量の原因となった。
5月20日になると、エイヤフィヤトラヨークトル周辺の川の流水量は、前日の雨量に起因して増加した後に減少した。噴火活動と様々な火山灰の降下の変動がなおも予想されている。
2010年5月21日には火山活動が落ち着き、溶岩流、降灰、落雷とも観測されなかった。

### 第3段階：休止状態へ戻るまで
2010年5月21日から噴火孔は、硫黄のガスを含んだ水蒸気（水霧）の柱を噴出していた。これによって、周辺の地域からの降灰の更なる報告はまったくなかった。
当該地域にある地震記録計によるデータは、地震がその頻度と地震動の強さは減少したものの継続していることを示していた。
火山が目下落ち着いた状況となったことから、アイスランド気象庁（Icelandic Meteorological Office。IMO）とIESの科学者達は、状態報告を毎日ではなく数日おきに提示することとした。しかし、火山に対する詳細かつ科学的な観測は継続された。
2010年6月23日時点で、エイヤフィヤトラヨークトルの活動は、20-30メートルも移動しない噴煙が時折上がる、短期的な爆発が起きる程度に縮小した。
2010年10月、アイスランド大学地球科学研究所の科学者、Ármann Höskuldssonは、地域がまだ地熱によって活動的で、再び噴火するかも知れないが、噴火が表向きは終わっていると述べた。水蒸気は溶岩流跡からまだ噴出している。

## 航空に対する火山灰の影響
火山灰は航空機が飛行する上で大きな障害となる。噴火による煙と火山灰は視覚による航法においてその可視性(en)を低減する。さらに火山灰に含まれる微細な破片がフロントガラスにはショット・ブラストのように作用することもあり得る。航空機のタービン・エンジンの内部で溶けることもあり、エンジンにダメージを与え、それらを停止させることもあり得る。ヨーロッパ内のフライトやヨーロッパと他の地域間のフライトは、多くが2010年4月14日の噴火の後にキャンセルされた。また軍用機のエンジンが損害を受けたが、商業的な航空機は損害を受けなかった。影響力と噴煙柱の位置は、噴火と風の状態に依存する。多少の火山灰がアイスランドでは無人の地域に降りかかった一方、ほとんどの火山灰は偏西風によってヨーロッパの上空の広い範囲にもたらされ、空域閉鎖の原因となった。

### 火山灰の雲の広がり
最新の予報は、London Volcanic Ash Advisory Centre's websiteで更新される。（イギリス気象庁、英国）

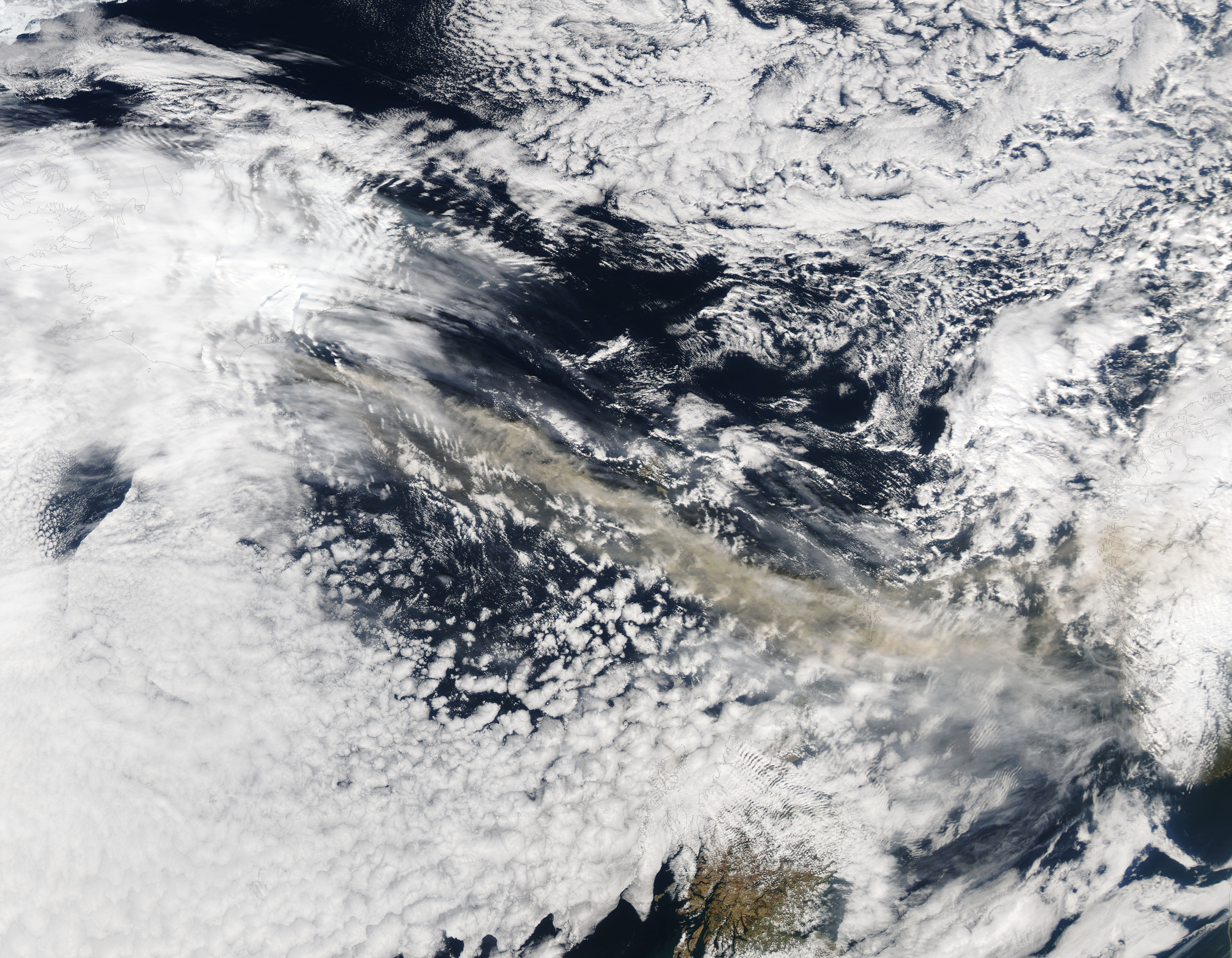
4月15日の13:30(GMT)に人工衛星Aquaから撮影された写真。北大西洋の上空の噴煙柱を示している。
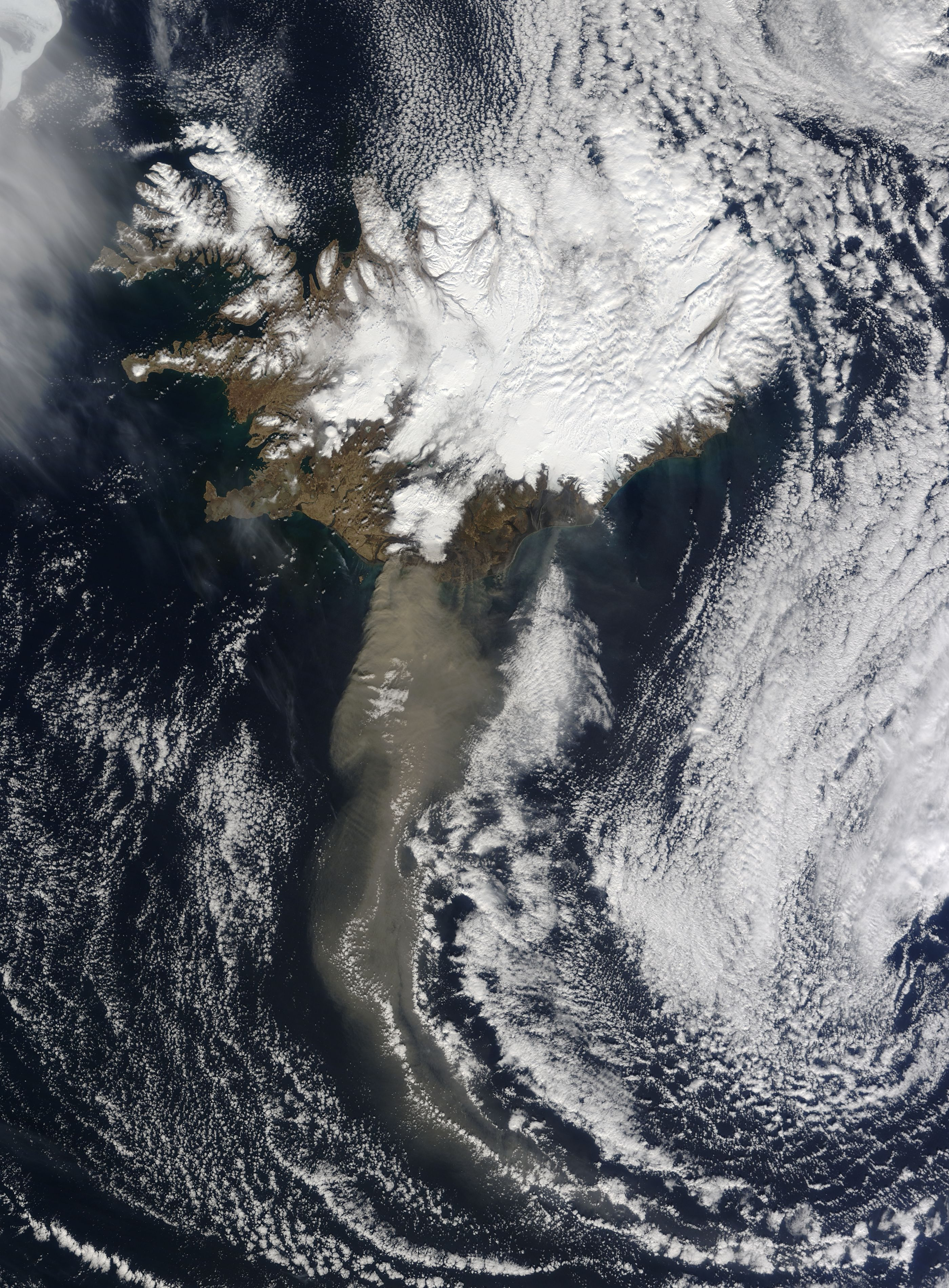
2010年4月19日における北大西洋の上空の噴煙柱。
4月15日の18:00(GMT)時点の推定された灰雲。
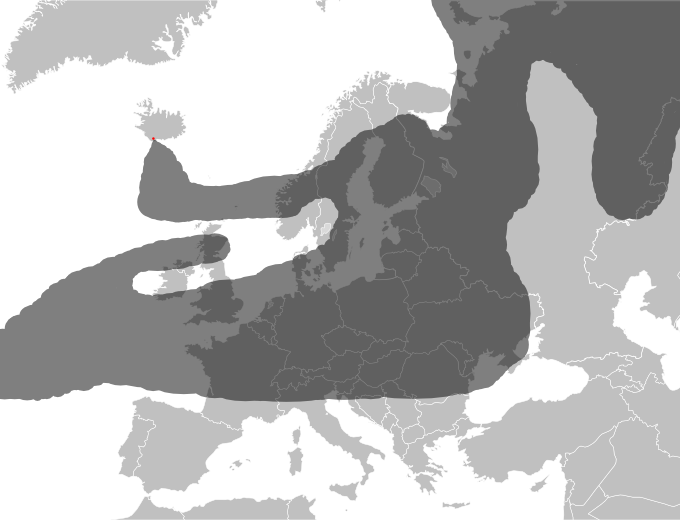
2010年4月17日の18:00(UTC)時点の推定された灰雲の描写。
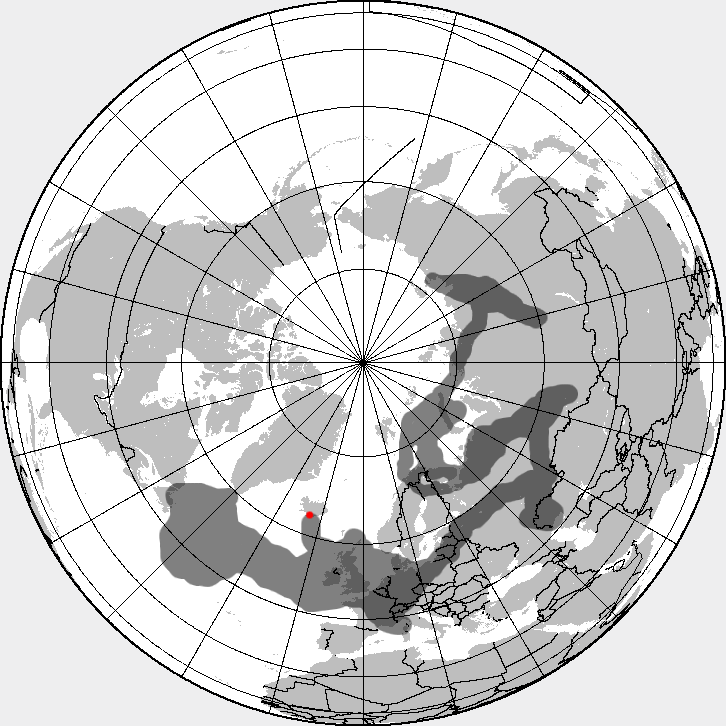
2010年4月19日の18:00(UTC)時点のほぼ正確な灰雲の描写。
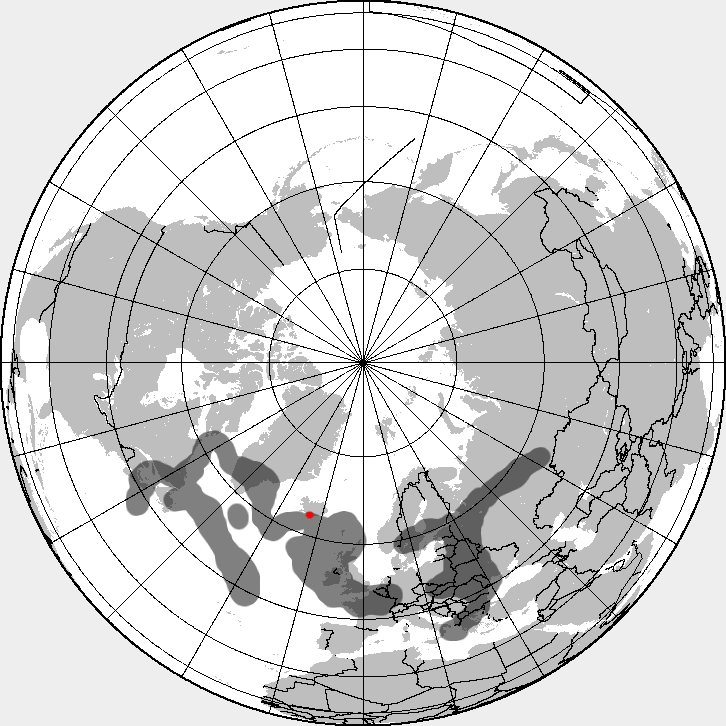
2010年4月21日の18:00(UTC)時点のほぼ正確な灰雲の描写。
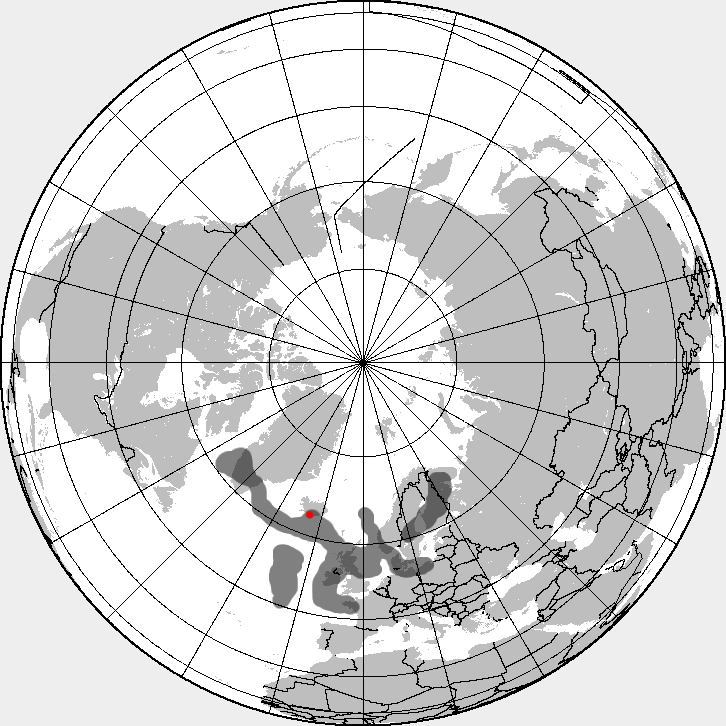
2010年4月22日の18:00(UTC)時点のほぼ正確な灰雲の描写。
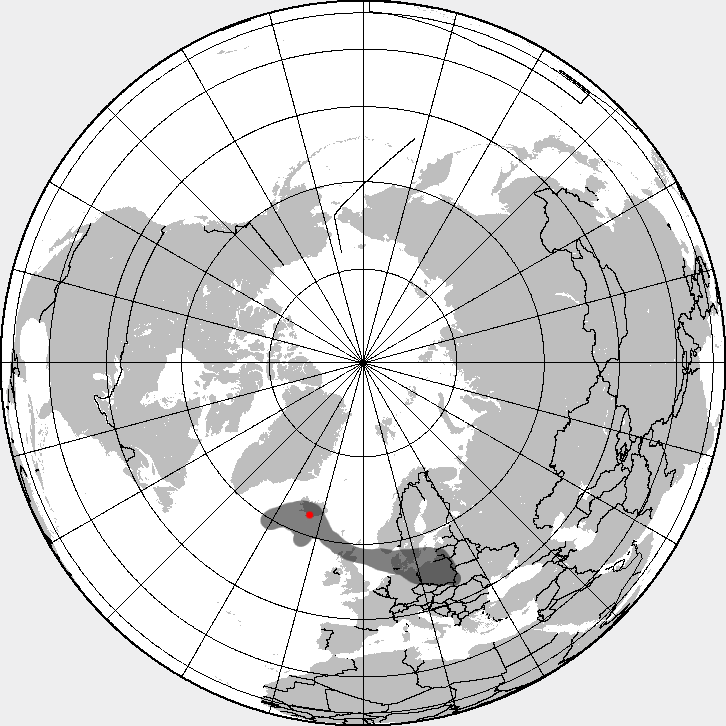
2010年4月23日の18:00(UTC)時点のほぼ正確な灰雲の描写。

### ウェブカメラ
- view from Hvolsvelli
- view from Þórólfsfelli
- view from Valahnúk
- webcam still views (use F5 to reload)

### 音声
- Volcanic Eyjafjallajökull run off: Seljalandsfoss Waterfall (binaural recording optimized for headphones)